# Bulyea
Bulyea est une communauté située dans la province de Saskatchewan, dans le centre-sud.